# Orchesella stebaevae
Orchesella stebaevae (лат.) — вид коллембол (ногохвосток) рода Orchesella из семейства энтомобрииды. Обитает в Краснодарском крае (Россия).

## Описание
Длина тела от 3,5 до 4,0 мм. Усики от 4/5 до равных телу и голове вместе взятых и примерно в 4 раза длиннее диаметра головы.
Основной цвет тела грязно-желтоватый. Брюшной сегмент Abd II, передняя часть Abd III, дистальный подсегмент AntI и базальная половина бедра ноги III всегда чёрные. Помимо описанных выше отметин, самки с двумя продольными полосами, идущими от головы к Abd V, голова тёмного цвета. Взрослые самцы более тёмные, с задней половиной (Abd II — Abd V) и передней третью (голова, Th I, II) тела почти полностью чёрными или диффузно черноватыми.

## Таксономия и этимология
Вид был описан в 2008 году российскими энтомологами Михаилом Потаповым и Александром Кременицей (Южный федеральный университет, Ростов-на-Дону).
Назван в честь энтомолога С. К. Стебаевой (Институт систематики и экологии животных СО РАН, Новосибирск), собравшей часть типового материала.